# Leenregister
Een leenregister of leenboek (Latijn: liber feodorum of liber feudorum) is een register waarin  de beleningen van leenmannen door een leenheer werden vastgelegd.
Bij een belening stelde de leenheer een bezegelde akte op, de leenbrief. Soms ontving de leenheer van zijn leenman een renversaal, een akte waarin de leenman erkende door de leenheer met bepaalde leengoederen beleend te zijn waardoor de rechten van de leenheer nog eens expliciet werden vastgelegd.

Om het overzicht over zijn leengoederen en leenmannen te behouden liet de leenheer de akten van belening vastleggen in een register. In het register kunnen de leenbrieven in hun volledige lengte zijn afgeschreven, of ze kunnen in een verkorte vorm zijn opgenomen met alleen de belangrijkste gegevens uit de leenbrief.

Naast de beleningen zelf werden ook aktes van vrijwillige rechtshandelingen met betrekking tot de leengoederen in de leenregisters genoteerd. 
Leenregisters komen voor sinds de middeleeuwen, ze werden bijgehouden tot het einde van het leenstelsel, het einde van het ancien régime.